# Hindustan Times
Hindustan Times – indyjski dziennik wydawany w języku angielskim. Został założony w 1924 roku.